# Thunder Mesa Riverboat Landing
 (juillet 2022).
Si vous disposez d'ouvrages ou d'articles de référence ou si vous connaissez des sites web de qualité traitant du thème abordé ici, merci de compléter l'article en donnant les références utiles à sa vérifiabilité et en les liant à la section « Notes et références ».
Thunder Mesa Riverboat Landing (anciennement Molly Brown Riverboat) est une attraction du parc Parc Disneyland. C'est un bateau à vapeur avec une roue à aubes sur les flancs construit à l'échelle 5/8e et entièrement fonctionnel. C'est le seul bateau de ce type de tous les parcs Disney.
Il permet aux visiteurs de faire une croisière de 12 minutes sur les Rivers of Far West, la rivière de Frontierland. C'est le second bateau du parc avec le Mark Twain Riverboat.

## L'attraction
Au Parc Disneyland, Molly Brown Riverboat et Mark Twain Riverboat forment l'attraction Thunder Mesa Riverboat Landing.
Le nom du bateau provient d'une survivante du Titanic du nom de Margaret Brown surnommée Molly après son décès. Tout au long du parcours sur les rivers of the farwest, son témoignage avec les éléments marquants de sa vie, est diffusé  par les haut-parleurs du bord.
À la différence du Mark Twain, qui est un stern wheeler (aube en poupe), le Molly brown est un side wheeler (roues situées sur chaque bord du bateau)
- Lancement : 12 avril 1992 (avec le parc)
- Type : bateau à vapeur avec roue à aubes sur les bords
- Longueur : 34 m Hors tout
- Tirant d'eau : 50 à 80 cm
- Tirant d'air : 31 m
- Puissance des turbines électrique des aubes : 55 kW chacune
- Génératrice avant incendie : rolls royce 8 cylindres
- Durée de la croisière : 12 min.
- Type d'attraction : croisière/flum
- Coordonnées : 48° 52′ 16″ N, 2° 46′ 34″ E

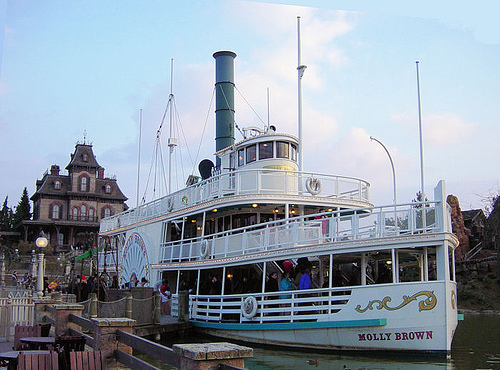
les tons bleu-vert
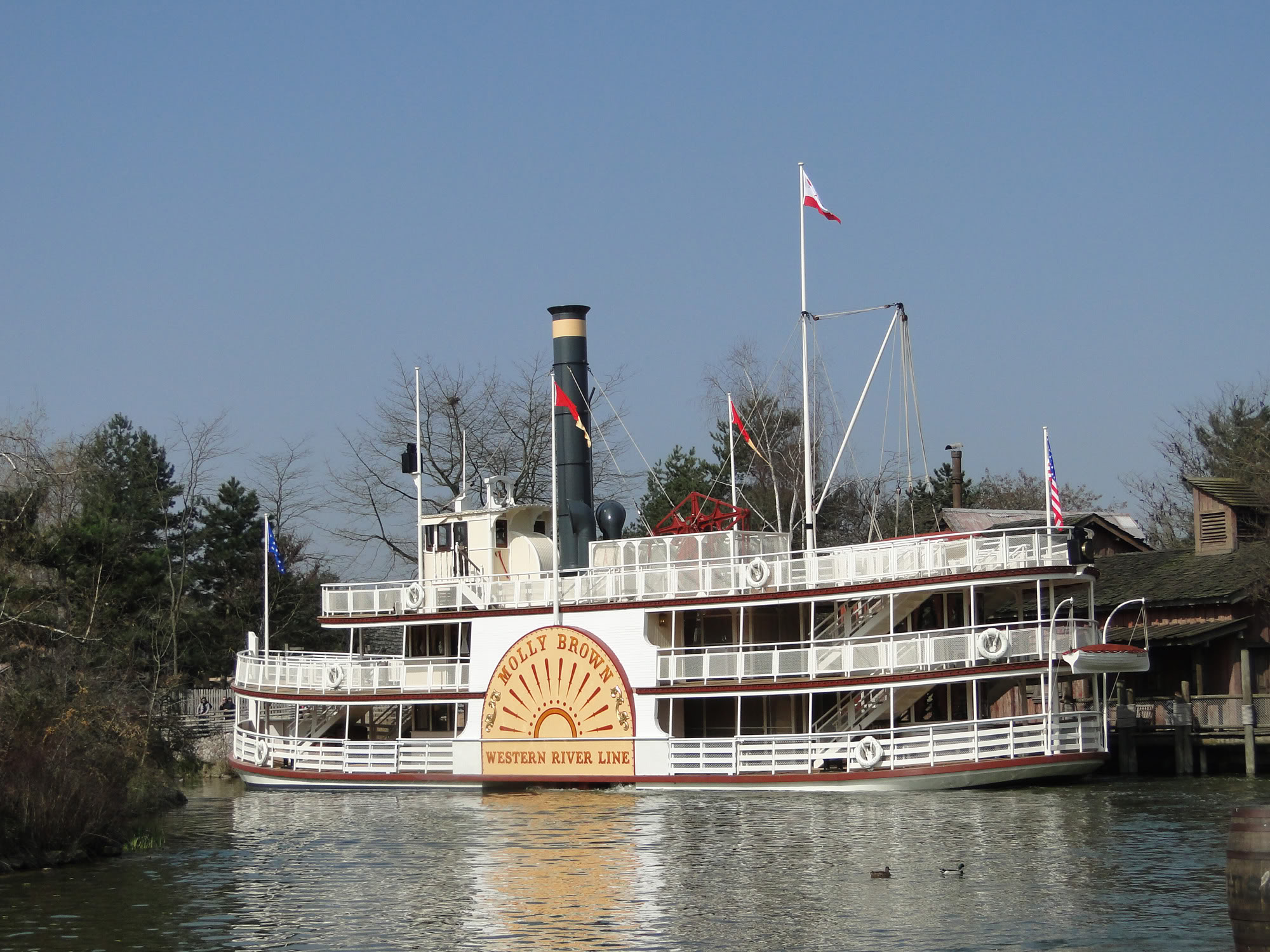
les tons rouges

## Faits divers
Le 16 mai 2005, la chaudière du Molly Brown surchauffa à mi-chemin de son parcours. Aucun incendie ne fut visible mais les fumées endommagèrent le bateau et les moteurs, entraînant son arrêt. Les visiteurs furent transbordés à bord des River Rogue Keelboats afin d'être évacués. Cet incident provoqua d'importants dégâts et le bateau fut immobilisé de nombreux mois tandis que le Mark Twain était déjà en réparation. Aucune croisière ne fut possible pendant cette période. Le Mark Twain fut sorti de la cale sèche en septembre 2005 pour laisser la place au Molly Brown, mais ne reprit les croisières qu'en mars 2006. Les réparations du Molly Brown débutèrent en septembre 2006 et se sont terminées en avril 2007, permettant une reprise de sa navigation autour de Big Thunder Mountain à la fin juin 2007. Le 25 mars 2011, le Molly Brown sortant de réhabilitation, a été inauguré à nouveau, arborant de nouvelles couleurs (les tons rouges remplaçant désormais les tons bleu-vert).